# Węgloazotowanie
Węgloazotowanie (cyjanowanie) – jeden z procesów obróbki cieplno-chemicznej żelaza polegający na nasyceniu powierzchni przedmiotów stalowych jednocześnie węglem i azotem w temperaturze 500–950 °C. Po zahartowaniu i odpuszczeniu zyskuje się twardą i odporną na ścieranie warstwę powierzchniową. W zależności od rodzaju ośrodka wydzielającego węgiel i azot rozróżnia się procesy węgloazotowania kąpielowego (cyjanowania) lub gazowego (wprowadza się amoniak). Bardziej szczegółowy podział uwzględnia:
- wysokotemperaturowe węgloazotowanie kąpielowe
- niskotemperaturowe węgloazotowanie kąpielowe
- siarkocyjanowanie (cyjanowanie kąpielowe)
- węgloazotowanie gazowe

Zaletami węgloazotowania kąpielowego są: skrócenie czasu procesu w stosunku do czasu nawęglania, uzyskanie bardzo twardych powłok odpornych na ścieranie, stosunkowo niska temperatura procesu.
Wadami węgloazotowania kąpielowego są: niebezpieczeństwo zatrucia pracowników parami z roztworów soli cyjanowych oraz konieczność częstego kontrolowania składu kąpieli.
Węgloazotowanie gazowe eliminuje wadę węgloazotowania kąpielowego związaną z możliwością zatrucia, przy zachowaniu niemal identycznego efektu końcowego obróbki.